# Anton de Bont
Antonius (Anton) Petrus de Bont (Oerle, 20 januari 1889 – Deventer, 19 augustus 1973) was van beroep leraar die zich als taal- en letterkundige onder andere bezig hield met het beschrijven van het Kempenlandse dialect.

## Loopbaan
De Bont begon zijn carrière als onderwijzer in het Noord-Brabantse dorp Nijnsel. Hij verliet de provincie om als leraar aan de slag te gaan op de kweekschool te Nijmegen, om uiteindelijk te eindigen in de functie van zowel docent als adjunct-directeur van de rijkskweekschool te Deventer.
Naast zijn carrière in het onderwijs schreef De Bont ook meerdere artikelen in tijdschriften met betrekking tot de Nederlandse taal. De nadruk lag vaak op het dialect van de Brabantse Kempen, de geboortestreek van De Bont. In de jaren 1958, 1962 en 1969 bracht De Bont drie publicaties uit over dit dialect, waarbij de nadruk lag op het dailect van zijn geboortedorp Oerle. Het is de enige volledige beschrijving van een dialect uit Noord-Brabant met woordenboek, grammatica en toponymie.
De dichter Frans Hoppenbrouwers ontdekte in 2003 dat er nog een onuitgegeven manuscript lag op de zolder van de heemkundige kring van Wintelre over flora en fauna, maar ook in de bibliotheek van Deventer bleek in een doos nog onuitgegeven materiaal te liggen. Jos Swanenberg, streektaalfunctionaris van de Stichting Erfgoed Brabant in Den Bosch, en zijn vader Cor droegen er uiteindelijk zorg voor dat er zowel een deel met betrekking tot dieren (Bestiarium 2006), als een deel met als onderwerp planten (Herbarium 2008), alsnog werden gepubliceerd. Naast de planten- en dierenwereld in dialect, worden in de boeken veel aspecten in dialect beschreven rondom het agrarisch bedrijf zoals voedergewassen, het vee, volksgeneeskunde en tal van boerenwijsheden.

## Trivia
- In Veldhoven, waar Oerle inmiddels onder valt, is een straat vernoemd naar De Bont.